# Triangular Football League
La Triangular Football League fu una conference statunitense di college football, fondata nel 1892. 
Le sue scuole fondatrici furono le squadre universitarie del Dartmouth College, del Williams College e del Amherst College. 
La Triangular Football League fu in ordine di tempo l'ultima lega di una serie che comprese:
- Northeast Intercollegiate League (1891-1892)
- Eastern Intercollegiate Football Association (1887-1890)
- Northern Intercollegiate Football Association (1885-1886).[2]

Il Massachusetts Institute of Technology (M.I.T.) fu membro delle precedenti leghe non più tardi del 1887, la Wesleyan University diventò membro della Triangular Football League al più tardi nel 1899.

## Squadre vincitrici
| Anno | Scuola W-L-T             | Record W-L-T |
| ---- | ------------------------ | ------------ |
| 1885 | Williams College         | 6-0-1        |
| 1886 | Williams College         | 4-1-1        |
| 1887 | M.I.T.                   | 4-0-0        |
| 1888 | Dartmouth College M.I.T. | 3-1-1        |
| 1889 | Dartmouth College        | 4-0-0        |
| 1890 | Williams College         | 5-0-0        |
| 1891 | Williams College         | 3-0-1        |
| 1892 | Amherst College          | 2-0-0        |
| 1893 | Dartmouth College        | 2-0-0        |
| 1894 | Dartmouth College        | 2-0-0        |
| 1895 | Dartmouth College        | 2-0-0        |
| 1896 | Dartmouth College        | 2-0-0        |
| 1897 | Dartmouth College        | 2-0-0        |
| 1898 | Dartmouth College        | 2-0-0        |
| 1899 | Wesleyan University      | 2-0-0        |
| 1900 | Wesleyan University      | 2-0-0        |
| 1901 | Williams College         | 2-0-0        |